# La Rierola (Manlleu)
La Rierola és una masia del municipi de Manlleu (Osona) inclosa en l'Inventari del Patrimoni Arquitectònic de Catalunya.

## Descripció
Masia de planta quadrada amb tres crugies i teulada a quatre vessants. Consta de planta baixa i dos pisos. La façana està orientada a migdia. Les parets exteriors són de pedra de riu fins a la primera planta i de tàpia a la segona, i estan arrebossades.
L'accés a la casa es fa per l'entrada oberta a migdia. El sostre de la planta baixa és de volta catalana, excepte en el cantó nord-est, on és de bigues de fusta i on hi ha un arc que no es correspon amb la disposició actual i fa pensar que es van aprofitar aquests elements de l'antiga edificació.
Al fons de l'entrada hi ha l'escala de pedra per accedir als pisos superiors. Al primer pis hi ha la sala, orientada a migdia, on s'obren les quatre portes d'accés a les habitacions principals. A la cara nord hi trobem el menjador i la cuina.
Al segon pis hi ha quatre dormitoris, una sala d'estar, una sala central sota teulada, els graners i les golfes.

## Història
El mas és situat al cantó de migdia del terme de Manlleu i pertany a la parròquia de Granollers de la Plana. En l'arxiu dels masos d'aquesta parròquia hi consta que el lloc ja era habitat amb diferents denominacions: "ad ipsa roca", al segle xi, Mas Barnús al segle xii, Roca Barnoya i Roca Sobirana. L'any 1850 s'hi va construir l'edifici actual.